# Copa del Rey de balonmano 1999
La Copa del Rey de balonmano 1999 fue la edición XXIV del campeonato estatal de la Copa del Rey y se celebró en Valladolid en el año 1999. 6 encuentros se celebraron en el Polideportivo Pisuerga y un partido en cercana localidad de Medina del Campo.
Los equipo clasificados fueron: BM Ciudad Real, BM Valladolid, Portland San Antonio, SD Teucro, BM Gáldar, CB Cantabria, Ademar León y el FC Barcelona.
El ganador de esta edición fue el Portland San Antonio, imponiéndose al FC Barcelona.

## Desarrollo
|  | Cuartos de final     | Cuartos de final |              |                      | Semifinales | Semifinales |  |                      | Final | Final |  |
|  |                      |                  |              |                      |             |             |  |                      |       |       |  |
|  |                      |                  |              |                      |             |             |  |                      |       |       |  |
|  | Portland San Antonio | 30               |              |                      |             |             |  |                      |       |       |  |
|  | Portland San Antonio | 30               |              |                      |             |             |  |                      |       |       |  |
|  | BM Ciudad Real       | 29               |              |                      |             |             |  |                      |       |       |  |
|  | BM Ciudad Real       | 29               |              | Portland San Antonio | 30          |             |  |                      |       |       |  |
|  |                      |                  |              | Portland San Antonio | 30          |             |  |                      |       |       |  |
|  |                      |                  | CB Cantabria | 28                   |             |             |  |                      |       |       |  |
|  | CB Cantabria         | 27               | CB Cantabria | 28                   |             |             |  |                      |       |       |  |
|  | CB Cantabria         | 27               |              |                      |             |             |  |                      |       |       |  |
|  | BM Valladolid        | 25               |              |                      |             |             |  |                      |       |       |  |
|  | BM Valladolid        | 25               |              |                      |             |             |  | Portland San Antonio | 32    |       |  |
|  |                      |                  |              |                      |             |             |  | Portland San Antonio | 32    |       |  |
|  |                      |                  | FC Barcelona | 29                   |             |             |  |                      |       |       |  |
|  | FC Barcelona         | 27               | FC Barcelona | 29                   |             |             |  |                      |       |       |  |
|  | FC Barcelona         | 27               |              |                      |             |             |  |                      |       |       |  |
|  | SD Teucro            | 20               |              |                      |             |             |  |                      |       |       |  |
|  | SD Teucro            | 20               |              | FC Barcelona         | 31          |             |  |                      |       |       |  |
|  |                      |                  |              | FC Barcelona         | 31          |             |  |                      |       |       |  |
|  |                      |                  | Ademar León  | 31                   |             |             |  |                      |       |       |  |
|  | Ademar León          | 29               | Ademar León  | 31                   |             |             |  |                      |       |       |  |
|  | Ademar León          | 29               |              |                      |             |             |  |                      |       |       |  |
|  | BM Gáldar            | 24               |              |                      |             |             |  |                      |       |       |  |
|  | BM Gáldar            | 24               |              |                      |             |             |  |                      |       |       |  |
|  |                      |                  |              |                      |             |             |  |                      |       |       |  |

| Navarra                                 |
| Campeón Portland San Antonio 1.º título |